# مرکز دانشگاهی لئوناردو داوینچی
مرکز دانشگاهی لئوناردو داوینچی (فرانسوی: Pôle universitaire Léonard de Vinci؛ انگلیسی: Leonardo de Vinci University Center)، یک مرکز دانشگاهی آموزش عالی خصوصی است که در سال ۱۹۹۵ توسط شوراهای اداری فرانسه او-دو-سن به مدیریت شارل پاسکوا ایجاد شد؛ به همین دلیل گاهی بصورت غیر رسمی و در محاوره به آن "دانشگاه پاسکوا" ( Fac Pasqua ) نیز گفته می‌شود. این مرکز دانشگاهی در لادفانس فرانسه واقع شده است.